# Françoise Delille
Françoise Delille (née Françoise Anjubault le 24 mai 1917 à Lille et morte le 24 mars 1990 à Paris 5e) est une actrice française.

## Filmographie
- 1943 : Échec au roy de Jean-Paul Paulin
- 1945 : La Part de l'ombre de Jean Delannoy : Irène
- 1946 : Coïncidences de Serge Debecque : Michèle
- 1969 : Paris Interdit de Jean-Louis Van belle ou elle participe au montage de ce film
- 1982 : Fils de personne de Lazare Iglesis (téléfilm) : Marie Sandoval
- 1982 : Le Battant d'Alain Delon